# David Ogilvy
David Mackenzie Ogilvy, CBE, AFI /ˈoʊɡəlviː/ (nascut el 23 de juny de 1911 a West Horsley, Anglaterra, † el 21 de juliol de 1999 al castell de Touffou, França) fou un magnat de la publicitat britànic, fundador d'Ogilvy & Mather, i conegut com el "pare de la publicitat".
Una multitud de textos, eslògans i titulars que s'han convertit en clàssics avui (per a Guinness, Dove, Schweppes i molts més) provenen d'ell. El seu més famós titular és el de Rolls Royce: "At 60 miles an hour the loudest noise in this new Rolls-Royce comes from the electric clock" (del qual Howard Luck Gossage en va fer burla per al seu anunci de Land-Rover: "At 60 miles an hour the loudest noise in this new Land-Rover comes from the roar of the engine").

## Primers anys (1911-1938)
David Mackenzie Ogilvy va néixer el 23 de juny de 1911 a West Horsley, Surrey, Anglaterra. El seu pare parlava gaèlic. Highlander d'Escòcia, era un erudit dels clàssics i un intermediari financer. La seva mare era irlandesa. Ogilvy va assistir a l'Escola de Sant Cebria (St Cyprian's School) a Eastbourne, amb taxes reduïdes a causa de l'estretor econòmica del seu pare i va guanyar una beca al Fettes College d'Edimburg. El 1929, va tornar a guanyar una beca, aquest cop en història, al Christ Church College (Oxford).
Sense les beques no hauria pogut assistir a la Universitat d'Oxford o al Fettes College, perquè el negoci del seu pare es va veure greument afectat per la depressió de mitjans dels anys vint. Però els seus estudis no van tenir èxit. Va deixar Oxford per arribar a París el 1931, on es va convertir en un aprenent de cuiner a l'Hotel Majestic. Després d'un any, va tornar a Escòcia i va començar a vendre estufes de cuina AGA de porta en porta. El seu èxit en aquesta feina va cridar l'atenció del seu cap, qui li va demanar que escrigués un manual d'instruccions sobre teoria i pràctica en la venda de la cuina AGA, per a altres venedors. Trenta anys després, aquest manual va ser llegit pels editors de la revista Fortune. El van anomenar el millor manual d'instrucció de vendes que s'hagi escrit. El seu germà gran, Francis Ogilvy,, que treballava per a l'agència de publicitat de Londres Mather & Crowther, va mostrar el manual a la direcció de l'agència de publicitat, la qual li va oferir un càrrec com a executiu de comptes.

## A Gallup (1938-48)
El 1938 va convèncer l'agència perquè l'enviés als Estats Units durant un any, on va anar a treballar per a l'Audience Research Institute de George Gallup a Nova Jersey. Ogilvy cita Gallup com una de les principals influències en el seu pensament, i fa èmfasi en els meticulosos mètodes d'investigació i l'adhesió a la realitat.
Durant la Segona Guerra Mundial, Ogilvy va treballar per al servei d'intel·ligència britànic a l'ambaixada a Washington. Allà es van analitzar i van formular recomanacions sobre assumptes de la diplomàcia i la seguretat. Segons una biografia elaborada per Ogilvy & Mather, "s'extrapola el seu coneixement de la conducta humana del consumisme al nacionalisme en un informe que suggeria" l'aplicació de la tècnica de Gallup als camps de la intel·ligència secreta." La Junta de guerra psicològica d'Eisenhower va prendre nota de l'informe i el va implementar a Europa en l'últim any de la guerra per mesurar, mitjançant sondatges, les veritables forces dels moviments polítics presents a cada país i guiar la política nord-americana.
Després de la guerra, Ogilvy va comprar una granja al comtat de Lancaster (Pennsilvània) i va viure entre els amish. L'ambient de "serenitat, abundància i felicitat" va mantenir Ogilvy i la seva dona a Pennsilvània durant diversos anys, però finalment va admetre les seves limitacions com a agricultor, i els Ogilvy revengueren la granja el 1948 per a comprar-se una casa a Old Greenwich, Connecticut-

## David Ogilvy publicitari (1948-1999)

### Els començaments d'Ogilvy a Madison Avenue
És doncs després d'aquestes nombroses experiències que David Ogilvy decideix d'unir-se al món de la publicitat. D'entrada, a la recerca d'un lloc de treball a Young & Rubicam, s'adona que no tenia cap possibilitat de ser contractat amb 38 anys, en no tenir referències. Decideix llavors de crear la seva pròpia agència de publicitat.
Amb només 6.000 dòlars al banc, aconsegueix convèncer el seu germà Francis a Londres perquè l'ajudi a muntar aquesta petita agència com una avançada novaiorquesa de Mather & Crowther. Francis Ogilvy troba una altra agència londinenca, S.H. Benson Ltd. disposada a avançar els diners per fer d'aquesta empresa una empresa conjunta, amb la condició que el director sigui americà. David Ogilvy pren els títols de Research director i de Creative Director i recluta llavors, com a director de l'agència, Anderson Hewitt, un executiu de l'oficina de Chicago de J. Walter Thompson.
- Hewitt, Ogilvy, Benson & Mather

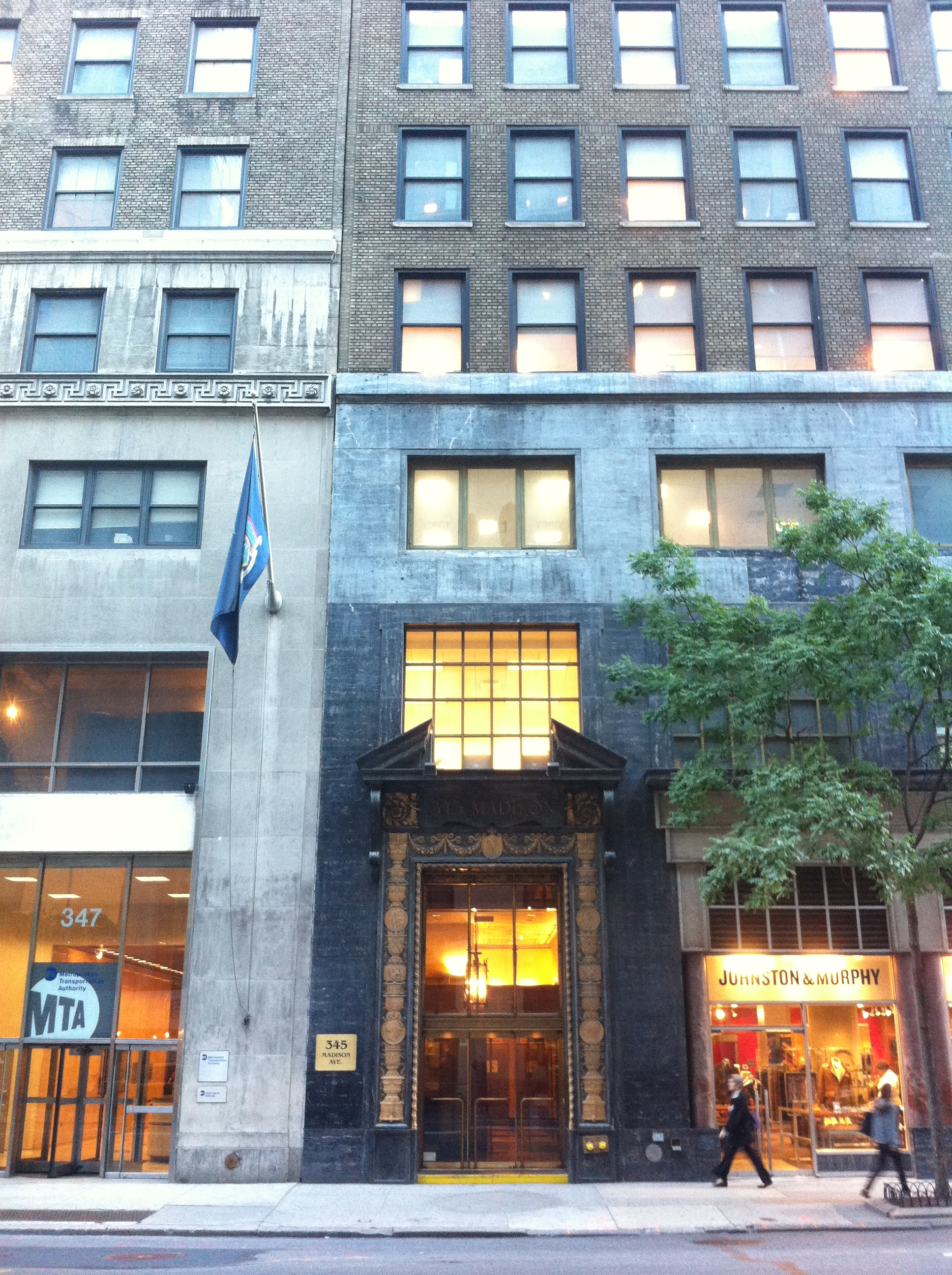
Primera oficina a Nova York, al 345 de Madison Avenue

L'oficina es crea doncs l'1 de setembre de 1948 al 345 de la Madison Avenue sota el nom de Hewitt, Ogilvy, Benson & Mather.
Els primers cinc mesos són difícils, i l'agència ha de trobar clients i diners en efectiu. Hewitt aconsegueix obtenir 100,000 dòlars en crèdits del seu oncle, president de J.P. Morgan & Co., que els aporta el seu primer gran client d'importància, la Sun Oil Company amb un pressupost anual de 3 milions de dòlars.
- L'story appeal del "Hathaway man"

L'empresa de camises C.F. Hathaway, una petita companyia del Maine, tenia un pressupost molt reduït per competir amb el líder del mercat Arrows. Ens trobem llavors al 1951 i Ogilvy aprofitava allí una oportunitat perfecta per sorprendre els hàbits publicitaris de l'època.
David Ogilvy va seguir les lliçons dels seus estudis. George Gallup George Gallup li havia mostrat la superioritat de la fotografia sobre la il·lustració, però Harold Rudolph, director d'investigació de l'agència Stirling Getchel li revelà la importància del Story appeal, en l'atenció portada a la publicitat.
Amb un embenat aplicat a la vista d'un model lleugerament excèntric, el baró George Wrangell, aquesta publicitat tingué immediatament un impacte considerable, i feu conèixer immediatament David Ogilvy com el que havia inventat el « Hathaway man with an eye patch » ("L'home Hathaway amb un pegat a l'ull").
- La imatge de marca

El seu discurs més important el va fer a la 4A de Chicago el 1955, on va introduir el concepte de branding al món del màrqueting i la publicitat. « No vaig inventar la imatge de marca. La vaig llançar » va declarar. Ho va descobrir en un famós article del Harvard Business Review, escrit per Burleigh Gardner i Sidney Levy, "The Product and the Brand" (1955), i el transposà en termes definitius. Així, tota publicitat forma part de la inversió a llarg termini de la personalitat de la marca. La idea no és completament nova en els cercles publicitaris, però amb aquest centre d'atenció, Ogilvy ha estat anomenat « l'apòstol de la imatge de la marca. » Les marques van prendre llavors més importància que els mateixos productes, esdevinguts cada cop més intercanviables, i la marca va esdevenir el concepte central en el món de la publicitat.

### Naixement d'Ogilvy & Mather
Amb el creixement constant de la seva agència, Ogilvy, va comprar progressivament la part dels altres accionistes, “Hewitt” va desaparèixer des del moment en què Anderson Hewitt va marxar de l'empresa a mitjan anys 1950, i Mather & Crowther no posseïa més que el 8 % de les seves participacions.
El 1963, Ogilvy, Benson & Mather, va obtenir 55 milions de dòlars d'ingressos amb 19 clients, incloent cinc "blue chip". A més, el llançament del llibre " "Confessions of an Advertising Man" fou un enorme èxit de vendes amb prop de 800.000 exemplars venuts, la qual cosa transformà David Ogilvy en quasi-celebritat de l'època.
- La fusió d'Ogilvy i de Mather & Crowther

Mather & Crowther a Londres també s'havia convertit en un grup important amb el lideratge de Francis Ogilvy, les seus ingresso passaren de 8 a 53 millions de dòlars entre 1954 i 1964. No obstant això, amb la mort de Francis el 1964, David dedicí l'acostament entre les dues companyies. El gener de 1965, les dues agències es fusionen per formar Ogilvy & Mather International, el principal grup publicitari britànic i nord-americà, amb 600 empleats, vendes de 120 milions de dòlars i la novena agència de publicitat més gran del món en aquella època.
Una part del capital de la nova companyia es va introduir a les borses de valors de Londres i Nova York a l'abril del 1966, i permeté a David Ogilvy d'enriquir-se considerablement i d'adquirir el castell de Touffou, a França.

### Retir a França
Progressivament, David Ogilvy es retira del dia a dia de la seva empresa, i s'instal·la a França amb la seva tercera muller, Herta Lans, amb qui s'havia casat el 1973. Viuen al castell de Touffou, una enorme casa reconstruïda segle XVI amb vistes a la Viena a pocs quilòmetres de la localitat de Bonnes al Poitou. Segueix totes les creacions publicitàries de l'agència per telèfon, correu electrònic i tèlex i sempre envia els seus famosos memoràndums als redactors de l'agència.
- L'adquisició per WPP

La compra de la seva empresa per WPP, el 16 de maig de 1989 per 864 milions de dòlars, fou viscuda d'entrada com una gran decepció per David Ogilvy, però progressivament milloraren les relacions amb Martin Sorrell, que el nomenà president del nou grup, convertit en el segon grup publicitari mundial.
- Els darrers anys de David Ogilvy

Progressivament, el castell de Touffou esdevé una mena de rusc creatiu, on el conjunt dels empleats d'Ogilvy & Mather s'apleguen per escoltar els consells il·lustrats del patriarca. Cansat de la càrrega de treball, va deixar la presidència del grup WPP el 1992.
David Ogilvy desenvolupà la malaltia d'Alzheimer i un emfisema a partir de 1997 i progressivament David Ogilvy es retirà de la vida social de l'agència, fins a la seva mort el 21 de juliol de 1999

## Frases famoses[14]
Algunes de les seves dites segueixen sent el repertori estàndard de molts anunciants:
We prefer the discipline of knowledge to the anarchy of ignorance. We pursue knowledge the way a pig pursues truffles. / Preferim la disciplina del coneixement a l'anarquia de la ignorància. Perseguim el coneixement de la forma en què un porc persegueix les tòfones.
The consumer is not a moron but your wife. / El consumidor no és una broma sinó la teva dona.
In our pursuit of creativity, we must never lose sight of the fact that the purpose of most advertising is to make the cash register ring. En la nostra recerca de la creativitat, mai no hem de perdre de vista que el propòsit de la majoria de la publicitat és fer que la caixa registradora soni.
Never write an advertisement which you wouldn't want your own family to read. / Mai escriviu un anunci que no voldríeu que la vostra pròpia família llegís.
Unless your advertising contains a Big Idea, it will pass like a ship in the night. / Llevat que la seva publicitat contingui una gran idea, passarà com un vaixell a la nit.
If you always hire people who are smaller than you are, we shall become a company of dwarfs. If, on the other hand, you always hire people who are bigger than you are, we shall become a company of giants. / Si sempre contractes gent que és més petita que nosaltres, ens convertirem en una empresa de nans. Si, d'altra banda, sempre contractes persones que són més grans del que ets, ens convertirem en una empresa de gegants.
Any fool can write a bad advertisement, but it takes a genius to keep his hands off a good one. / Qualsevol ximple pot escriure una mala publicitat, però es necessita un geni per mantenir-ne les mans fora d'una de bona.
A good advertisement is one which sells the product without drawing attention to itself / Un bon anunci és el que ven el producte sense cridar l'atenció sobre si mateix.